# 土浦協同病院
総合病院 土浦協同病院（そうごうびょういん つちうらきょうどうびょういん）は、茨城県土浦市おおつ野4丁目にある病院である。

## 概要
2016年3月1日に土浦市真鍋新町から土浦市おおつ野4丁目に移転・開院した。
おおつ野4丁目の新病院は、事業費約360億円で、免震構造10階建て、延べ床面積約79,000m2。ヘリポートや約2,000台の駐車場を併設している。
この移転に際して緩和ケア科や不整脈科を新設して40診療科となり、病床数800は開業時点では茨城県内最大級の規模である。
集中治療室・39床や総合周産期母子医療センター・57床、CTと血管造影装置を設置したハイブリッド手術室を含めて合計18ある手術室などを備えた施設は、開業時点では全国でも有数の設備であった。

## 沿革
（この節の出典）
- 1948年8月 - 土浦駅前（現在ウララ3の敷地）に新治協同病院（にいはりきょうどうびょういん）として開院[4]
- 1948年11月 - 阿見町に分院を開設（現在の東京医科大学茨城医療センター）
- 1970年5月 - 土浦市真鍋（現在の真鍋新町）に拡充整備移転
- 1971年9月 - 総合病院土浦協同病院と改称
- 1973年4月 - 附属高等看護専門学院を併設、開校
- 1987年4月 - 附属高等看護専門学院を附属看護専門学校と改称
- 1989年4月 - 救急センター竣工
- 1990年6月 - 附属看護専門学校を石岡市三村に新築移転
- 2016年3月 - 病院を土浦市おおつ野に新築移転
- 2016年8月 - 附属看護専門学校を土浦市おおつ野に新築移転
- 2017年3月 - 土浦市真鍋新町に附属真鍋診療所を開設

## 診療科
（この節の出典）
- 総合内科
- 循環器内科
- 消化器内科
- 呼吸器内科
- 腎臓内科
- 血液内科
- 代謝・内分泌内科
- リウマチ・膠原病内科
- 神経内科
- 小児科
- 新生児科
- 消化器外科
- 心臓血管外科
- 血管外科
- 呼吸器外科
- 脳神経外科
- 整形外科
- 皮膚科
- 形成外科
- 乳腺外科
- 小児外科
- 泌尿器科
- 婦人科
- 眼科
- 耳鼻咽喉科・頭頸部外科
- 歯科口腔外科
- 麻酔科
- ペインクリニック
- リハビリテーション科

## 付属施設
（この節の出典）
- 附属真鍋診療所
- 厚生連土浦訪問看護ステーション
- 在宅介護支援センター
- ケアプランセンター
- 看護専門学校
- 附属保育所ひまわり

## 院内施設
いずれも診療棟1階にある。
- セブンイレブン 土浦協同病院店
- レストラン・ホテルオークラ カフェ&レストラン メディコ
- 美容室ヘアーガーデンハートウィル土浦協同病院店（医療向けウィッグ取扱い店）
- JAバンク水郷つくば 協同病院支店

## 関連医療機関
- 土浦協同病院 なめがた地域医療センター - 2016年3月の病院移転の際に組織再編し、同じ茨城県厚生連運営のなめがた地域総合病院を現名に改称。

## 交通アクセス
（この節の出典）
- JR常磐線土浦駅西口バスターミナル4番のりばから、関東鉄道バス土浦協同病院行きで25分、終点下車。
- 同じく西口バスターミナル4番のりばから、「霞ヶ浦広域バス」玉造駅行きで25分、土浦協同病院下車。
- JR常磐線神立駅東口から、「千代田神立ライン」土浦協同病院行きで15分、終点下車。